# Knoop (wiskunde)

Alle priemknopen met kruisingsgetallen tot 7

In de knopentheorie, een deelgebied van de topologie, is een knoop de wiskundige beschrijving van een rondgaande lijn (touw) die een of meer keren om zichzelf heen gedraaid is. Ook het randgeval dat de lijn niet om zichzelf gedraaid is, wordt als knoop, de triviale knoop, opgevat. Formeel is een knoop een continue vervorming (isotopie) van een cirkel die ingebed is in de driedimensionale euclidische ruimte {\displaystyle \mathbb {R} ^{3}}. De cirkel zelf is de triviale knoop, met kruisingsgetal nul. 
Er zijn belangrijke verschillen tussen het wiskundige begrip knoop en de alledaagse knoop in een touw:
- Wiskundige knopen zijn gesloten. Een wiskundige knoop heeft dus geen losse eindjes waarmee gestrikt of de knoop ontstrikt kan worden.
- Natuurkundige eigenschappen zoals wrijving en dikte zijn gewoonlijk niet van toepassing, hoewel er wiskundige definities van een knoop zijn die dergelijke eigenschappen in beschouwing nemen.

## Definitie
Een knoop is een topologische inbedding van de cirkel {\displaystyle S^{1}}in de driedimensionale euclidische ruimte {\displaystyle \mathbb {R} ^{3}}, met als structuurbewarende eigenschap continuïteit, d.w.z. een continue injectieve functie:
{\displaystyle f:S^{1}\to \mathbb {R} ^{3}}

### Equivalentie
Twee knopen {\displaystyle f} en {\displaystyle g} zijn equivalent als er een omgevende isotopie bestaat, d.w.z. een continue vervorming {\displaystyle F:\mathbb {R} ^{3}\times [0,1]\to \mathbb {R} ^{3}} van de euclidische ruimte, die de ene inbedding in de andere overvoert (de ene knoop kan in de andere worden overgevoerd zonder de lus te verbreken). Dat houdt in dat 
{\displaystyle F(\,\cdot \,,0)\circ f=F(\,\cdot \,,1)\circ g}
en voor alle {\displaystyle t\in [0,1]} is
{\displaystyle F(\,\cdot \,,t)} bijectief.
Sommige auteurs definiëren knopen als de equivalentieklassen van de bovengenoemde equivalentierelatie.
Onder een omgevende isotopie blijft de oriëntatie van een knoop behouden. Twee spiegelbeeldige knopen zullen in het algemeen dus niet equivalent zijn.
Alle inbeddingen van de cirkel hebben beeldverzamelingen die per definitie topologisch equivalent zijn, want ze zijn allemaal homeomorf met de cirkel zelf. Het interessante topologische object is het knoopcomplement van de beeldverzameling. Volgens een stelling van Gordon-Luecke zijn twee tamme knopen die topologisch equivalente complementen hebben, gelijk of elkaars spiegelbeeld. De studie van knopen kan dus worden herleid tot de studie van driedimensionale variëteiten.

## Knoopdiagram
Een knoop kan visueel voorgesteld worden in een knoopdiagram. Dat is een projectie van een knoop op een geschikt gekozen vlak waarbij op de kruisingen duidelijk aangegeven wordt welke streng boven en welke streng onder de andere passeert. 
Als twee knopen door hetzelfde diagram worden voorgesteld, behoren ze tot dezelfde equivalentieklasse (het is in feite dezelfde knoop). Ook als de diagrammen in elkaar kunnen worden vervormd zonder het aantal of de oriëntatie van de snijpunten te wijzigen, stellen ze dezelfde knoop voor.
Het omgekeerde is echter niet waar. Eenzelfde knoop kan worden voorgesteld door knoopdiagrammen met verschillende aantallen snijpunten. Bijvoorbeeld: een tekening van een cirkel zonder snijpunten stelt de triviale knoop voor, maar een tekening van het cijfer acht doet dat ook.

## Generalisatie
De term knoop wordt ook toegepast op inbeddingen van de {\displaystyle j}-dimensionale sfeer {\displaystyle S^{j}} in de hogerdimensionale sfeer {\displaystyle S^{n}}, met name in het geval dat {\displaystyle j=n-2}.